# L'elisir d'amore (film 1941)
L'elisir d'amore è un film del 1941 diretto da Amleto Palermi. 
È ispirato all'omonima opera lirica di Gaetano Donizetti su libretto di Felice Romani. La musica di Donizetti è stata adattata e diretta da Alberto Paoletti.

## Trama
L'azione si svolge venti anni dopo quella dell'opera lirica, quindi verso il 1852. Il dottore miracoloso, dispensatore dell'elisir d'amore e di lunga vita, si trova a ripassare dopo molti anni negli stessi luoghi in cui si svolsero i fatti del libretto musicale. I personaggi, naturalmente, sono invecchiati e hanno figli i quali su per giù sono impegnati nelle stesse battaglie d'amore dei loro genitori. In una tregua, il film ha modo di raccontarci per filo e per segno, servendosi abbondantemente della musica donizettiana, quelle che furono le avventure dei padri, per concludere poi lietamente le avventure dei figli.

## Produzione
È stato realizzato a Cinecittà ed è uscito nelle sale nel maggio 1941. Nei titoli di testa del film, al posto del nome del costumista appare la scritta "Costumi Casa d'arte Forzano". Il nome della casa fornitrice, a volte, appare sui titoli di testa per meriti speciali o per sgravio di costi, ma sempre accompagnati dal nome del costumista. Gian Carlo Sensani annota questo film fra i suoi lavori come costumista. Ad avvalorare la tesi sono gli appunti di Dario Cecchi, suo assistente, che attestano il lavoro grafico del giovane costumista al film di Palermi, e anche il compenso avuto, nel febbraio del 1941.
Il film alterna parti recitate con le arie più famose dell'opera, eseguite dal soprano Margherita Carosio (Adina), il tenore Ferruccio Tagliavini (Nemorino) e il basso Vincenzo Bettoni (Dulcamara). Soltanto la Carosio è visibile nel film.

## Accoglienza

### Critica
(Diego Calcagno, Film, 21 marzo 1942)